# Liaoceratops
Liaoceratops – rodzaj dinozaura rogatego.

## Nazwa
Liaoceratops oznacza rogata twarz Liao. Nazwa ta pochodzi od miejsca odkrycia zwierzęcia.

## Pożywienie
rośliny
Dinozaur ten prawdopodobnie pasł się wśród nisko rosnących paprotników i nagonasiennych, które to zrywał swym przypominającym papuzi dziobem.

## Występowanie
Zamieszkiwał dzisiejsze Chiny 130 milionów lat temu we wczesnej kredzie.

## Odkrycie
Odkryty w chińskiej prowincji Liaoning przez amerykańskich i chińskich naukowców.

## Opis
Mały roślinożerca. Papuzi dziób. Niewielki róg w okolicy oczu.

## Zwyczaje
Ich niewielkie różki niekoniecznie były przystosowaniem do obrony przed drapieżnikami. Służyły one raczej samcom do popisywania się nimi przed innymi członkami grupy, nie można wykluczyć ich roli w przyciąganiu zwierzęcia płci przeciwnej. Mogły też odgrywać rolę w rozpoznawaniu się poszczególnych osobników tego samego stada.

## Systematyka
Jest to bardzo wczesny przedstawiciel infrarzędu ceratopsów.

## Gatunki
- L. yanzigouensis